# 农集县
农集县，是泰国南部北大年府的一个县。总面积231.5平方公里，总人口69510人，人口密度296.6人/平方公里（2008年）。

## 行政区划
农集县辖有12个区，74个村。